# Momoko Kōchi
Momoko Kōchi, nata Momoko Ōkōchi (河内 桃子?, Kōchi Momoko; Tokyo, 7 marzo 1932 – Tokyo, 5 novembre 1998), è stata un'attrice giapponese.

## Biografia
Di fede cattolica (il suo nome di battesimo era Maria), fu nota soprattutto per aver interpretato il ruolo di Emiko in Godzilla, film del 1954 diretto da Ishirō Honda.

## Filmografia parziale
- Godzilla (1954)
- Jūjin yuki Otoko (1955)
- Waga mune ni niji wa kiezu (1957)
- I misteriani (1957)
- Oatari tanuki goten (1958)
- Gojira VS Destroyer (1995)